# 克斯廷·米勒
克斯廷·米勒（德語：Kerstin Müller，1969年6月7日—），德国女子赛艇运动员。她曾代表德国参加1992年夏季奥林匹克运动会赛艇比赛，联同西比勒·施密特、比吉特·彼得和克里斯蒂娜·蒙特获得女子四人双桨金牌。